# 1924年シャモニー・モンブランオリンピックのアメリカ合衆国選手団
1924年シャモニー・モンブランオリンピックのアメリカ合衆国選手団（1924ねんシャモニー・モンブランオリンピックのアメリカがっしゅうこくせんしゅだん）は、1924年1月25日から2月5日までフランスのシャモニーで開催された冬季オリンピックのアメリカ合衆国選手団、およびその競技結果。

## 概要
今大会は金メダル1個、銀メダル2個、銅メダル1個の合計4個のメダルを獲得した。

## メダル
| メダル | 選手名 | 競技               | 種目             |
| ------ | --- | ------------------ | ---------------- |
| 金     | チャールズ・ジュートロー | スピードスケート   | 男子500m         |
| 銀     | ベアトリクス・ローラン | フィギュアスケート | 女子シングル     |
| 銀     | タフィ・エイベル ハーバート・ドルーリー アルフォンス・ラクロワ ジョン・ラングレー ジョン・ライアンズ ジャスティン・マッカーシー ウィラード・ライス アービング・スモール フランク・シノット | アイスホッケー     | 男子             |
| 銅     | アンダース・ハウゲン | スキージャンプ     | 男子ノーマルヒル |

## スキー

### クロスカントリー
- シグルド・オーバーバイ：19位
- ジョン・カーレトン：30位
- アンダース・ハウゲン：33位
- ラグナル・オムトベット：35位

### ノルディック複合
- シグルド・オーバーバイ：11位
- アンダース・ハウゲン：21位
- ジョン・カーレトン：22位
- ラグナル・オムトベット：23位

### ジャンプ
- アンダース・ハウゲン：銅メダル
- ルノワーヌ・バストン：14位
- ハリー・リエン：16位

## スケート

### スピードスケート
- チャールズ・ジュートロー
  - 男子500m：金メダル
  - 男子1500m：8位
  - 男子5000m：13位
- ビル・シュタインメッツ
  - 男子500m：14位
  - 男子1500m：12位
  - 男子5000m：14位
- ハリー・カスケイ
  - 男子500m：12位
  - 男子1500m：7位
- ジョー・ムーア
  - 男子500m：8位
  - 男子1500m：8位
- バレンティ・ビアラス
  - 男子5000m：6位
  - 男子10000m：8位
- リチャード・ドノバン
  - 男子5000m：8位
  - 男子10000m：9位

### フィギュアスケート
- ナサニエル・ナイルズ
  - 男子シングル：6位
- ベアトリクス・ローラン
  - 女子シングル：銀メダル
- テレサ・ウェルド
  - 女子シングル：4位
- テレサ・ウェルド&ナサニエル・ナイルズ
  - ペア：6位

## アイスホッケー
- 男子：銀メダル

| 予選リーグB組：3勝   |   |    |   |   |   |              |
| アメリカ合衆国       | ○ | 19 | - | 0 | ● | ベルギー     |
| アメリカ合衆国       | ○ | 22 | - | 0 | ● | フランス     |
| アメリカ合衆国       | ○ | 11 | - | 0 | ● | イギリス     |
| 決勝ラウンド：2勝1敗 |   |    |   |   |   |              |
| アメリカ合衆国       | ○ | 20 | - | 0 | ● | スウェーデン |
| アメリカ合衆国       | ○ | 11 | - | 0 | ● | イギリス     |
| アメリカ合衆国       | ● | 1  | - | 6 | ○ | カナダ       |